# Cœur de père (film, 1922)
Pour les articles homonymes, voir Cœur de père.
Pour plus de détails, voir Fiche technique et Distribution.
Cœur de père (titre original : Flesh and Blood) est un film américain réalisé et produit par Irving Cummings, sorti en 1922.

## Fiche technique
- Titre original : Flesh and Blood
- Réalisation : Irving Cummings
- Scénario : Louis D. Lighton
- Photographie : Conrad Wells
- Producteur : Irving Cummings
- Société de production :  Irving Cummings Productions
- Société de distribution : Western Pictures Exploitation Company
- Pays d'origine :  États-Unis
- Langue : Anglais
- Format : Noir et blanc — 35 mm — 1,33:1 — Muet
- Genre : Film dramatique
- Durée : 74 minutes
- Date de sortie: 
  - États-Unis : 27 août 1922

## Distribution
- Lon Chaney : David Webster
- Edith Roberts : The Angel Lady
- Noah Beery : Li Fang
- DeWitt Jennings : Detective Doyle
- Ralph Lewis : Fletcher Burton
- Jack Mulhall : Ted Burton